# Селісте
Се́лісте (ест. Seliste küla) — село в Естонії, у волості Тистамаа повіту Пярнумаа.

## Населення
Чисельність населення на 31 грудня 2011 року становила 143 особи.

## Географія
Через село проходить автошлях 101 (Аудру — Тистамаа — Нурмсі).

## Історія
Вперше поселення під назвою Sellingel згадується в документах 1560 року.
До 1926 року село мало назву Селі (Seli).

## Історичні пам'ятки
У 1861 році в селі монахами з Риги була зведена церква Святого Василія (Seli Püha Vassili kirik), яка була освячена в 1864 році. Храм належав до Естонської апостольсько-православної церкви. Церковна парафія діяла з 1847 до 1987 року. З 1998 року будівля церкви була поступово відновлена.

## Галерея

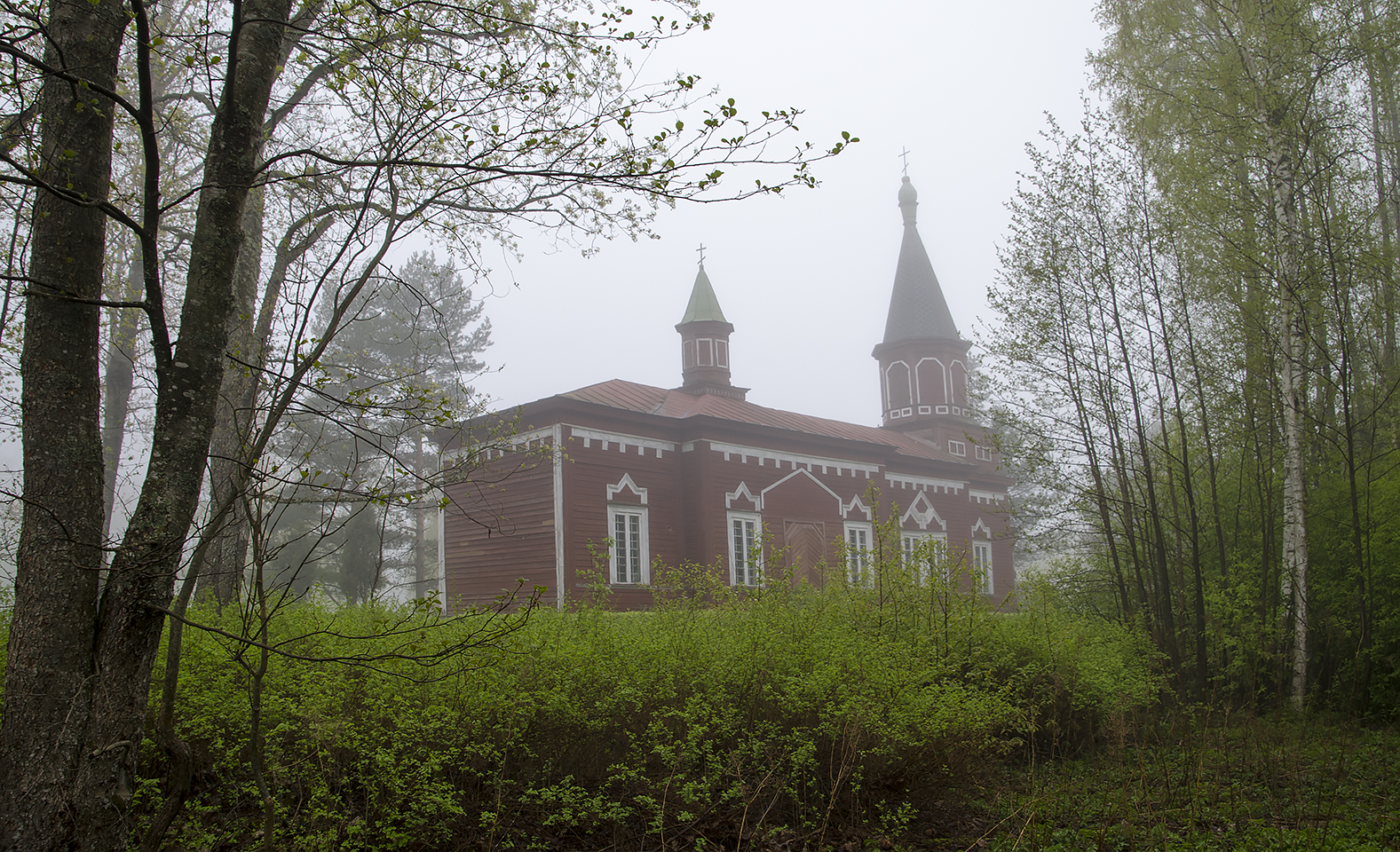
Церква Святого Василія
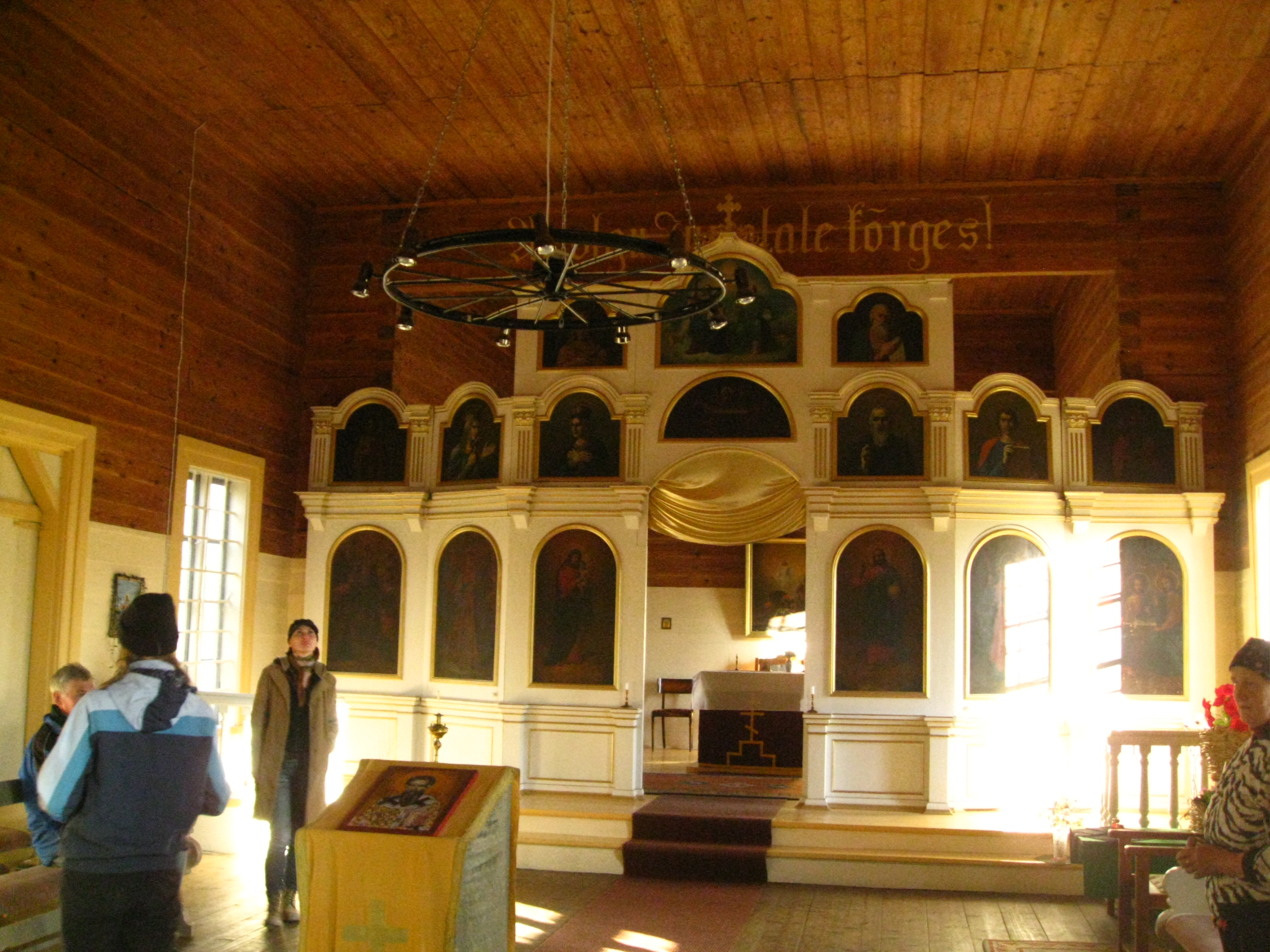
Внутрішнє вбрання церкви
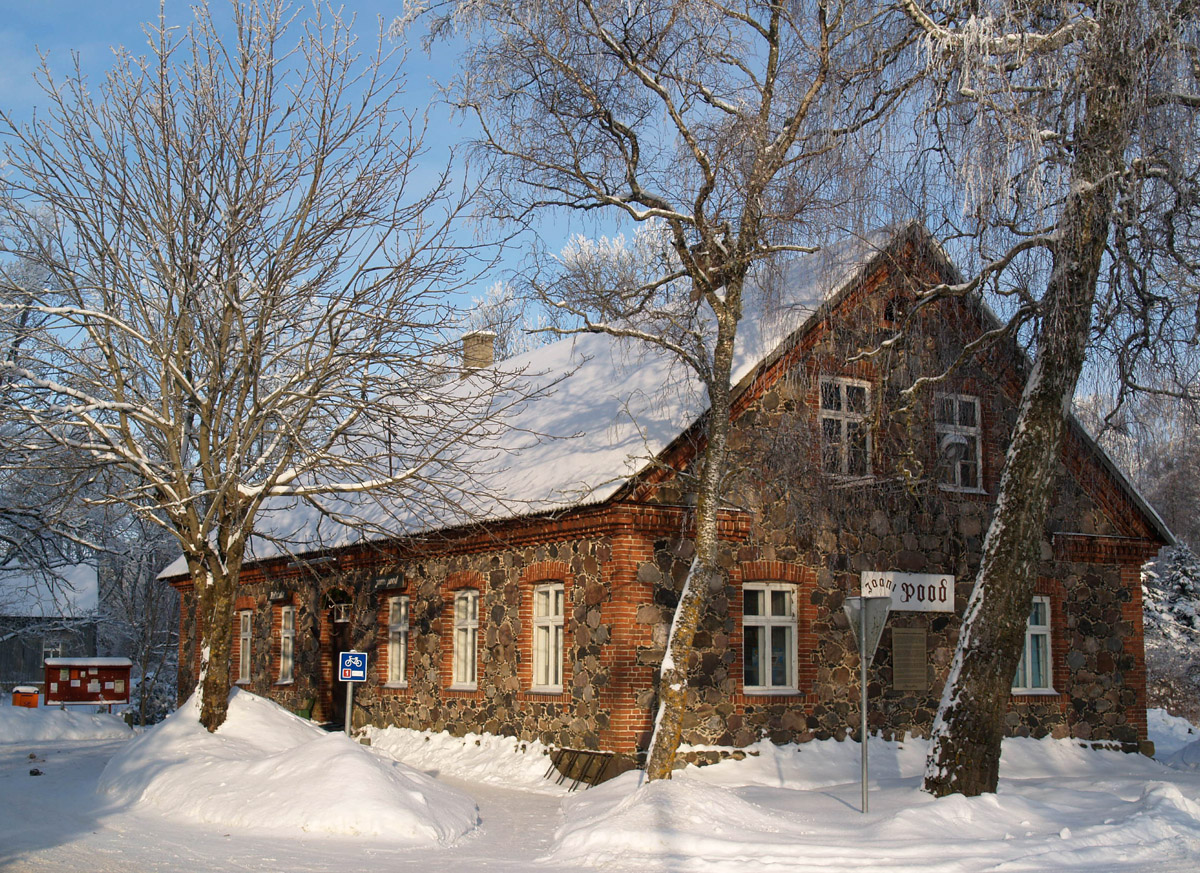
Сільський магазин
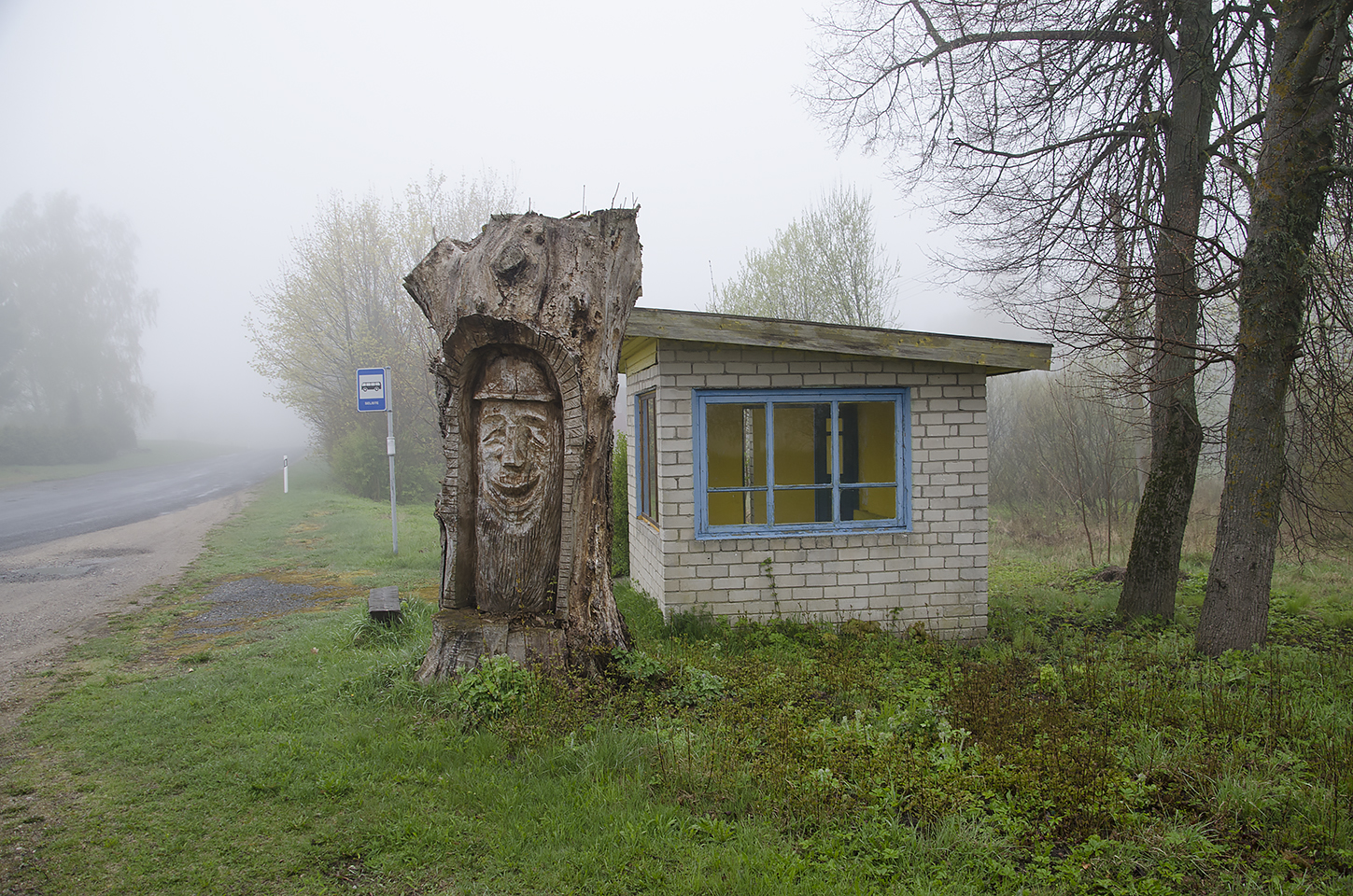
Автобусна зупинка